# Nanda Khare
Anant Yashwant Khare, más conocido como Nanda Khare, (Nagpur, India; 1946-Pune, India; 22 de julio de 2022) fue un escritor y ingeniero indio.  Escribió libros de divulgación científica y novelas en el idioma maratí.  Su novela distópica Udya recibió el premio Sahitya Akademi (la Academia Nacional de Letras de India) al maratí en 2020.

## Obras

### Novelas
| Título                          | Traducida                         | Año  | notas              |
| ------------------------------- | --------------------------------- | ---- | ------------------ |
| वीसशे पन्नास (Visashe Pannas)       | 2050                              | 1993 | Ciencia ficción    |
| अंताजीची बखर (Antagichi Bakhar)     | La crónica de Antagi              | 1997 | Ficción histórica  |
| संप्रति (Samprati)                 | Actualmente                       | 1998 |                    |
| नांगरल्याविण भुई (Nangaralyavin Bhui) | Aradura                           | 2005 | ISBN 9789391547899 |
| अंतकाळाची बखर (Antakalachi Bakhar)  | La crónica del fin de los tiempos | 2010 | Ficción histórica  |
| उद्या (Udya)                      | Mañana                            | 2015 | Ficción distópica  |

### Traducciones al maratí
- वारूळ पुराण (Varul Purana, 2015): Anthill: A Novel por E.O. Wilson[6]
- कापूसकोड्याची गोष्ट (Capuscodyachi Gosht, 2018): Ecology, Colonialism, and Cattle por Laxman Satya. ISBN 9789386118776
- इंडिका (2019): Indica por Pranay Lal. ISBN 9788194129844
- ऑन द बीच (2020): On the Beach por Nevil Shute[7]